# 邓洵仁
邓洵仁（?—?），北宋成都府双流县（今四川省成都市双流区）。邓绾长子，邓洵武之兄。宋徽宗时尚书右丞。
邓洵仁举进士。宋哲宗元符初年，提举河东路常平等事。宋徽宗时担任翰林学士承旨。宋徽宗大观四年（1110年）八月乙亥，邓洵仁在其弟弟邓洵武之后，官拜尚书右丞，同时以刘正夫为中书侍郎，侯蒙为尚书左丞。政和三年（1113年）四月癸巳，被言官所弹劾，邓洵仁贬知亳州，不久被罢免。四月己酉，以资政殿学士薛昂为尚书右丞。